# Peso-galo (MMA)

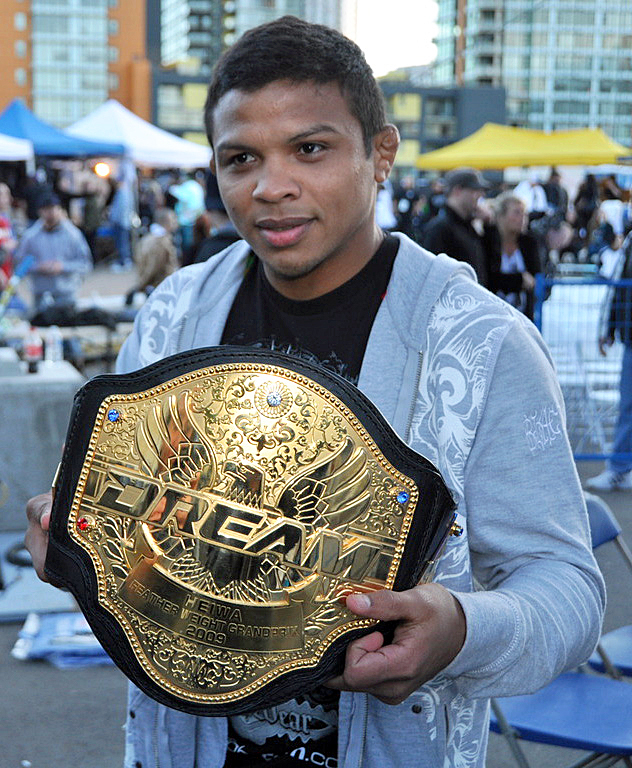
Bibiano "The Flash" Fernandes, atual campeão peso galo do ONE FC.

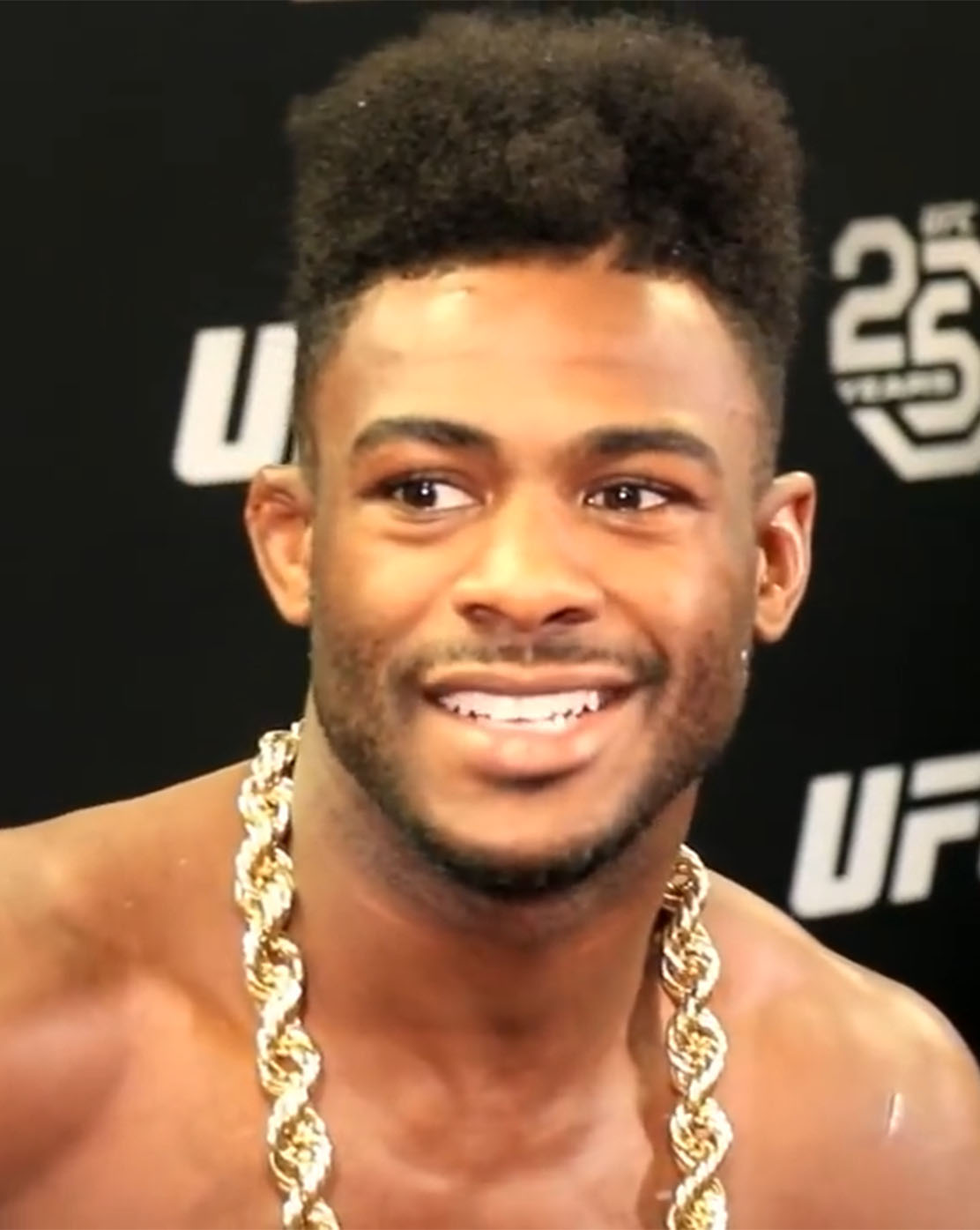
Aljamain Sterling, primeiro campeão peso galo, por desqualificação, da história do MMA.

Peso-galo é uma divisão de mixed martial arts que se refere a uma diversidade de pesos:
- A divisão de pesos-galo do King of the Cage tem como limite 145 lb (65,8 kg)[1]
- A divisão da categoria no UFC e no  Sengoku tem como limite 135 lb (61,2 kg)
- No DREAM, a divisão de pesos-galos limita lutadores em 61 kg (134,5 lb)[2]
- ONE Championship limita seus lutadores de pesos-galos em 145 lb (66 kg)

A divisão de pesos-galos fica no meio entre a divisão mais leve de pesos-mosca e a mais pesada de pesos-penas e/ou de pesos-leves. 

## Ambiguidade e classificação
Para uniformidade, a imprensa de MMA considera peso-galo lutadores entre 126 e 135 lb (57 e 61 kg).
A categoria, definida pela Comissão Desportiva Estadual de Nevada, é de até 135 lb (61 kg).

## Atuais campeões

### Homens
| Organização  | Desde                  | Campeão            | Cartel | Defesas |
| ------------ | ---------------------- | ------------------ | ------ | ------- |
| UFC          | 14 de setembro de 2024 | Merab Dvalishvili  | 20–4   | 2       |
| Bellator MMA | 7 de maio de 2021      | Sergio Pettis      | 22–5   | 1       |
| Rizin FF     | 31 de dezembro de 2020 | Kyoji Horiguchi    | 29–4   | 0       |
| ONE FC       | 11 de março de 2022    | John Lineker       | 35–9   | 0       |
| KSW          | 25 de janeiro de 2025  | Sebastian Przybysz | 14–4–1 | 1       |
| ACA          | 26 de março de 2022    | Oleg Borisov       | 25–6–1 | 0       |

### Mulheres
| Organização | Desde               | Campeã       | Cartel | Defesas |
| ----------- | ------------------- | ------------ | ------ | ------- |
| UFC         | 30 de julho de 2022 | Amanda Nunes | 22–5   | 0       |

## Recordes da categoria
Recordes femininos
|                                                             | Nome                            | Nação                   | Competição              | Detalhes                                 | Ref.          |
| ----------------------------------------------------------- | ------------------------------- | ----------------------- | ----------------------- | ---------------------------------------- | ------------- |
| Maior número de defesas de cinturão                         | Bibiano Fernandes               | Brasil                  | ONE FC                  | 8 defesas pelo ONE FC                    | [ 4 ] [ 5 ]   |
| Maior número de defesas consecutivas de cinturão            | Bibiano Fernandes, Amanda Nunes | Brasil                  | ONE FC/ UFC             | 7 defesas                                | [ 4 ]         |
| Mais jovem campeão dos pesos galo                           | Eduardo Dantas                  | Brasil                  | Bellator 65             | 23 anos, 2 meses e 12 dias pelo Bellator | [ 7 ] [ 8 ]   |
| Maior idade alcançada na conquista do cinturão              | Bibiano Fernandes               | Brasil                  | ONE FC                  | 40 anos e 1 dia (ONE FC) 31/03/2019      | [ 9 ]         |
| Maior envergadura dentre os campeões dos pesos galo         | Darrion Caldwell                | Estados Unidos          | UFC e Bellator          | 1,88 m                                   | [ 10 ]        |
| Maior tempo defendendo o cinturão dos pesos galo            | Bibiano Fernandes               | Brasil                  | ONE FC                  | 5 anos, 6 meses e 9 dias (pelo ONE FC)   | [ 11 ]        |
| Maior número de defesas de cinturão peso galo feminino      | Ronda Rousey                    | Estados Unidos          | UFC 245                 | 6 defesas pelo UFC                       |               |
| Maior envergadura feminina dentre as campeãs dos pesos galo | Amanda Nunes, Holly Holm        | Brasil · Estados Unidos | UFC, Invicta e Prime FC | 1,75 m                                   | [ 12 ] [ 13 ] |
| Menor envergadura feminina dentre as campeãs dos pesos galo | Miesha Tate                     | Estados Unidos          | UFC e Strikeforce       | 1,65 m                                   | [ 14 ]        |

Nota: as defesas de cinturão de Amanda Nunes são simultâneas, pois ela compete nos pesos pena também.